# 다나카 파울루 준이치
다나카 파울루 준이치(일본어: 田中 パウロ 淳一, 1993년 10월 23일 ~ )는 일본의 축구 선수이다.

## 구단 경력
그는 2012년부터 J리그의 가와사키 프론탈레, 츠바이겐 가나자와, FC 기후, 레노파 야마구치 FC, 마쓰모토 야마가 FC, 도치기 시티에서 뛰었다.